# Alliance de recherche ODENA

Logo d'ODENA

Logo du Réseau DIALOG

ODENA (qui signifie « ville » en algonquin) est une alliance de recherche créée dans le but de mieux connaître la situation des amérindiens en milieu urbain. Elle est un partenariat entre le Regroupement des centres d'amitié autochtones du Québec, le Réseau DIALOG et l'Institut national de la recherche scientifique,.
Elle est financée par le Conseil de recherches en sciences humaines du Canada (Programme des Alliances de recherche universités-communautés, 2009-2014).

## Description
« L’alliance de recherche ODENA vise à soutenir le développement social, économique, politique et culturel de la population autochtone des villes québécoises et à mettre en valeur l’action collective des centres d’amitié autochtones du Québec. Cette alliance privilégie la recherche de proximité, le partage continu des savoirs et leur inscription directe dans les initiatives de reconstruction sociale mises de l’avant par les instances autochtones concernées.
ODENA offre des avenues alternatives dans la compréhension et la réponse aux défis individuels et sociétaux des Premières nations au sein des villes du Québec. En outre, ODENA réunit des représentants de la société civile autochtone et des chercheurs universitaires engagés dans une démarche de coconstruction des connaissances afin d’améliorer la qualité de vie des Autochtones des villes et de renouveler les relations entre les Premiers Peuples et les autres citoyens du Québec dans un esprit d’égalité et de respect mutuel. »